# Steinfeld (Oldenburg)
Steinfeld (Oldenburg) è un comune di 10 316 abitanti della Bassa Sassonia, in Germania.
Appartiene al circondario (Landkreis) di Vechta (targa VEC).